# The Anomaly
The Anomaly è un film del 2014 diretto da Noel Clarke.

## Trama
L'ex militare Ryan Reeve si risveglia nel retro di un furgone delle forze dell'ordine assieme ad Alex, un ragazzino tenuto prigioniero che afferma di essere stato sequestrato da dei rapitori che hanno assassinato sua madre; Ryan libera Alex e lo aiuta a fuggire, ma il ragazzino rimane sconvolto quando riconosce proprio in Ryan il rapitore.
Lentamente, Ryan scopre la verità: siamo nel futuro, e il suo cervello è vittima di un sistema di controllo remoto della mente il quale, ad insaputa della sua coscienza, lo sta manipolando, facendogli assumere il ruolo di un agente paramilitare al servizio di una ditta guidata da Lloyd ed Harkin Langham. La tecnologia psicotronica di cui è vittima ha una falla, e periodicamente si disconnette dalla mente della sua vittima per un tempo di circa 10 minuti, ad opera di qualcun altro: Ryan dovrà quindi sfruttare al massimo questi brevi lassi di tempo durante i quali è cosciente per scoprire che cosa sta realmente accadendo. Finisce così per allearsi con la misteriosa Dana, per combattere una cospirazione nota come "Anomalia".